# John L. Tymoczko
John L. Tymoczko (* 18. Juni 1948 in New Kensington, Pennsylvania; † 26. Mai 2019) war ein US-amerikanischer Biochemiker.
Tymoczko erhielt 1970 seinen Bachelor-Abschluss an der University of Chicago und wurde 1973 bei Shutsung Liao am Ben May Institute of Cancer Research der Universität Chicago in Biochemie promoviert. Seine Dissertation trug den Titel Factors responsible for the nuclear retention of androgen receptor of rat ventral prostate. Als Post-Doktorand war er bei Hewson Swift (1920–2004) in der Fakultät für Biologie in Chicago. Er war bis zur Emeritierung Towsley Professor für Biologie am Carleton College.
Er forschte vor allem über Steroid-Rezeptoren, Ribonukleoproteine und Peptidasen.
Er ist einer der Ko-Autoren in den Neuauflagen des Biochemie-Lehrbuchs von Lubert Stryer.

## Schriften
- mit Lubert Stryer, Jeremy M. Berg: Biochemie, 7. Auflage, Spektrum 2012, ISBN 978-3827429889
  - Englische Ausgabe: Biochemistry, Freeman/Macmillan, 8. Auflage 2015 (zusätzlich mit Gregory J. Gatto), ISBN 978-1464126109